# Thaumalea valdesia
Thaumalea valdesia är en tvåvingeart som beskrevs av Schmid 1951. Thaumalea valdesia ingår i släktet Thaumalea och familjen mätarmyggor.
Artens utbredningsområde är Schweiz. Inga underarter finns listade i Catalogue of Life.